# ChemSpider
ChemSpider е свободна химична база данни, притежавана от британското Кралско химично общество. Базата съдържа информация за над 65 милиона химични съединения и смеси от над 450 източника (бази данни), сред които:
EPA DSSTox * Food and Drug Administration (United States) (FDA) * Human Metabolome Database * Journal of Heterocyclic Chemistry * KEGG * KUMGM * LeadScope * LipidMAPS * Marinlit * MDPI * MICAD * MLSMR * MMDB * MOLI * MTDP * Nanogen * Nature Chemical Biology * NCGC * NIAID * National Institutes of Health (NIH) * NINDS Approved Drugcreening Program * NIST * NIST Chemistry WebBook * NMMLSC * NMRShiftDB * PANACHE * PCMD * PDSP * Peptides * Prous Science Drugs of the Future * QSAR * R&D Chemicals * San Diego Center for Chemical Genomics * SGCOxCompounds, SGCStoCompounds * SMID * Specs * Structural Genomics Consortium * SureChem * Synthon-Lab * Thomson Pharma * Total TOSLab Building-Blocks * UM-BBD * UPCMLD * UsefulChem * Web of Science * xPharm * ZINC
Базата данни ChemSpider може да бъде актуализирана от потребителите, включително предлагане на химическата структура, нанасяне на спектри и уточнения от потребителя. Това е crowdsourcing подход за разработване на онлайн база данни за химия.

## Търсене на данни
В ChemSpider се предоставят няколко начина за търсене на необходимите данни:
- Стандартно търсене – търсенето се осъществява по систематични наименования, търговско название и синоними, а също по регистрационни номера
- Разширено търсене – предоставя интерактивно търсене по химична структура, химична подструктура, а също по молекулна формула и диапазон на молекулната маса, номер CAS и т.н.
- търсенето чрез мобилни устройства може да става с помощта на безплатни приложения за iOS (iPhone/iPod/iPad)[3] и за Android.[4]